# Tabou (film, 2012)
Pour les articles homonymes, voir Tabou (homonymie).
Pour plus de détails, voir Fiche technique et Distribution.
Tabou (Tabu) est un film franco-portugais réalisé par Miguel Gomes, sorti en 2012.

## Synopsis
À Lisbonne, Aurora, une vieille dame au tempérament instable, arrive au soir de sa vie. Sa femme de ménage, Cap-Verdienne, et sa voisine Pilar, dévouée catholique, voient surgir du passé un de ses anciens amants, Gian Luca Ventura. Il leur raconte leur romance. Le film est divisé en deux parties : « paradis perdu » (à Lisbonne), « paradis » (en Afrique).

## Fiche technique
- Titre français : Tabou
- Titre original : Tabu
- Réalisation : Miguel Gomes
- Scénario : Miguel Gomes, Mariana Ricardo
- Photographie : Rui Poças
- Direction artistique : Bruno Duarte
- Costumes : Silvia Grabowski
- Musique : Joana Sá
- Son : Vasco Pimentel
- Production : Alexander Bahr, Luis Urbana, Janine Jackowski, Jonas Dornbach, Maren Ade, Fabiano Gullane
- Cie de prod. : ZDF, Arte, O Som e a Fúria, Komplizen Film, Gullane Filmes, Shellac Sud, RTP
- Lieu de tournage : Mozambique, Zambèze, Portugal
- Durée : 110 minutes
- Date de sortie : 5 décembre 2012 en France
- Pays :  Portugal,  France,  Brésil,  Allemagne

## Distribution
- Ana Moreira : Aurora (jeune)
- Teresa Madruga : Pilar
- Isabel Cardoso : Santa
- Laura Soveral : Aurora (âgée)
- Henrique Espírito Santo : Gian Luca (âgé)
- Manuel Mesquita : Mário
- Carloto Cotta : Gian Luca (jeune)
- Ivo Müller : le mari d'Aurora

## Autour du film
Ce film est une adaptation libre du long-métrage de Friedrich Wilhelm Murnau, Tabou, sorti en 1931.

## Distinctions
- Prix FIPRESCI de la Berlinale 2012
- Prix Alfred-Bauer à la Berlinale 2012
- Festival international du film de Flandre-Gand 2012 : Grand Prix du meilleur film
- Prix Léon-Moussinac 2013 du meilleur film étranger
- Festival international du film de Carthagène 2013 : meilleur film
- Prix Sophia 2013 du meilleur film portugais
- Globo de Ouro 2013 du meilleur film portugais